# Christ Illusion
| 전문가 평가          | 전문가 평가 |
| 총 점수              | 총 점수     |
| 출처                 | 점수        |
| -------------------- | ----------- |
| 메타크리틱           | (72/100)    |
| 평가 점수            |             |
| 출처                 | 점수        |
| AllMusic             | [ 4 ]       |
| The Austin Chronicle | [ 5 ]       |
| Blender              | [ 6 ]       |
| Drowned in Sound     | 8/10        |
| The Guardian         | [ 8 ]       |
| musicOMH             | [ 9 ]       |
| PopMatters           | [ 10 ]      |
| Spin                 | (6/10)      |
| Stylus               | B           |
| Uncut                | [ 3 ]       |
| Rock Hard            | (9/10)      |

《Christ Illusion》은 미국의 스래시 메탈 밴드 슬레이어의 열 번째 스튜디오 음반으로, 아메리칸 레코딩스가 2006년 8월 8일에 발매했다. 이 음반은 《Seasons in the Abyss》 (1990년) 이후 드러머 데이브 롬바르도와 함께 네 명의 오리지널 멤버 모두가 참여한 밴드의 첫 번째 음반이다.
오랜 협력자 래리 캐럴이 그린 훼손된 예수를 묘사한 이 음반의 그래픽 삽화는 논란을 불러일으켰고, 원작에 불편함을 느낀 보수적인 소매상들에게 대체 커버가 발행되었고, 밴드는 공격적인 삽화 없이 검열된 커버도 내놓았다. 가사는 특히 〈Jihad〉라는 곡에서 테러리스트의 관점에서 9·11 테러를 묘사한다. 항의가 있은 후, 이 음반의 모든 인도 재고는 EMI 인디아에 의해 회수되고 파괴되었다.
《Christ Illusion》은 전반적으로 호의적인 비평 평가를 받았으며, 미국 빌보드 200에 5위로 진입하여 2015년 기준으로 밴드의 두 번째로 높은 미국 차트 순위에 올랐다. 이 음반에는 그래미 어워드를 수상한 곡 〈Eyes of the Insane〉과 〈Final Six〉가 포함되어 있다.

## 상업적 성과
《Christ Illusion》은 2006년 8월 8일 아메리칸 레코딩스와 워너 브라더스 레코드에 의해 발매되었다. 발매 첫 주에, 이 음반은 미국에서 62,000장이 팔렸고 빌보드 200 차트에서 5위로 데뷔했다. 이 음반은 2015년 기준으로 밴드의 가장 높은 차트 순위에 올랐고 1994년 《Divine Intervention》 이후 그들의 첫 10위권 차트였지만, 그 다음 주에는 44위로 떨어졌다. 《Christ Illusion》은 호주에서 9위, 캐나다에서 3위, 오스트리아에서 6위, 네덜란드에서 8위, 노르웨이에서 10위, 폴란드에서 9위에 올랐고 핀란드와 독일에서 2위로 데뷔했다. 싱글 〈Eyes of the Insane〉은 제49회 그래미 어워드에서 "베스트 메탈 퍼포먼스" 부문을 수상했다. 〈Final Six〉라는 곡은 제50회 그래미 어워드에서 같은 부문에서 수상하기도 했다. 이 음반은 2006년 메탈 스톰 어워드에서 최고의 스래시 메탈 음반상을 수상했다.

## 커버 아트
《Christ Illusion》의 내용과 홍보의 몇 가지 측면은 부정적인 관심과 홍보를 불러일으켰다. 특히 래리 캐럴이 그린 커버 아트는 훼손된 예수를 묘사했다. 《Reign in Blood》, 《South of Heaven》, 《Seasons in the Abyss》 등 이전 슬레이어 음반에 커버 아트를 그리던 캐럴은 《Christ Illusion》에 대한 업무를 재개했다. 트랙 이름과 조형적인 가사로만 작업한 캐럴은 미디어를 조합하여 가로 4피트 세로 4피트의 목재 판에 원작을 제작했다. "절망의 바다"에서 그리스도의 이미지를 요청했던 킹은 초기 버전은 그리스도가 "물 속에서 오싹해지는 것"처럼 보인다고 평했다. 마지막 그림은 잃어버린 눈과 절단된 손을 가진 그리스도를 그리고 피바다와 절단된 머리들 사이에 서 있는 모습을 묘사한다. 톰 아라야는 이 버전을 "그가 마약 중독자처럼 보였기 때문에 훨씬 더 좋다!"라고 생각했고, 킹은 원작을 구입할 수 있을 정도로 삽화에 감탄했다. 일부 음반 예약 주문은 팬들에게 이 작품의 10장의 사인 석판 사진 중 하나를 받을 수 있는 기회를 주었고, 원본의 재고를 거부한 소매업자들을 달래기 위해 그래픽이 아닌 대체 커버가 만들어졌다.
《월드 엔터테인먼트 뉴스 네트워크》는 슬레이어가 이 작품을 발행하여 논란을 일으키고 있다고 보도했다. 뭄바이 기독교 단체 카톨릭 세속 포럼(CSF)의 총서기 조지프 디아스는 오리지널 음반 삽화에 대해 "강한 예외"를 취했고, 이에 항의하여 뭄바이 경찰국장에게 각서를 발표했다. 《롤링 스톤》 매거진의 크리스 스테펜은 "커버 아트는 케리 킹이 '절망의 바다에 있는 그리스도'라고 부르는 이미지 도끼로 모든 것을 압도한다"고 평했고, KNAC.com의 피터 앳킨슨은 이 삽화를 "적극적으로 신성모독하다"고 평가했다.

## 곡 목록
모든 곡들은 특별한 언급이 없는 한 케리 킹에 의해 작사/작곡하였다.
| #   | 제목                   | 작사           | 작곡        | 재생 시간 |
| --- | ---------------------- | -------------- | ----------- | --------- |
| 1.  | 〈Flesh Storm〉        |                |             | 4:14      |
| 2.  | 〈Catalyst〉           |                |             | 3:07      |
| 3.  | 〈Skeleton Christ〉    |                |             | 4:22      |
| 4.  | 〈Eyes of the Insane〉 | 톰 아라야      | 제프 한네만 | 3:23      |
| 5.  | 〈Jihad〉              | 아라야, 한네만 | 한네만      | 3:31      |
| 6.  | 〈Consfearacy〉        |                |             | 3:07      |
| 7.  | 〈Catatonic〉          |                |             | 4:54      |
| 8.  | 〈Black Serenade〉     | 아라야, 한네만 | 한네만      | 3:16      |
| 9.  | 〈Cult〉               |                |             | 4:40      |
| 10. | 〈Supremist〉          |                |             | 3:51      |

| #   | 제목          | 작사           | 작곡   | 재생 시간 |
| --- | ------------- | -------------- | ------ | --------- |
| 11. | 〈Final Six〉 | 아라야, 한네만 | 한네만 | 4:10      |